# Ngāti Kuia
Ngāti Kuia est un iwi de Nouvelle-Zélande, dont le territoire traditionnel couvre le nord de l'Île du Sud, c'est-à-dire les régions de Marlborough, Nelson et Tasman.
Il s'agit de l'un des plus anciens et des plus importants iwis de l'Île du Sud. En 2020, la population de ce groupe est estimée à 3 978 personnes.

## Histoire
L'iwi affirme descendre du dieu polynésien Māui, du mythique navigateur Kupe et de Matua Hautere. Ce dernier aurait été guidé jusqu'à la tête de la baie de Pelorus par le dauphin Kaikaiāwaro, également connu sous le nom de Pelorus Jack,.
La première implantation de Ngāti Kuia est donc le fond de la baie de Pelorus, dite en maori Te Hoiere soit « la longue pagaie », qui correspond au confluent des rivières Pelorus et Kaituna,  à l'emplacement actuel de la ville de Havelock. Progresseivement, le territoire de l'iwi s'étend sur tout l'espace des Marlborough Sounds, puis aux régions de Nelson et de Tasman jusqu'à Tai Tapu sur la côte occidentale, et jusqu'aux lacs Rotoiti et Rotoroa (en) au sud,.
Lors des débuts de la colonisation britannique, avant le traité de Waitangi, l'iwi résiste à l'invasion, notamment grâce à la possession de mousquets qui permettent aux guerriers de s'opposer aux Européens. Ces armes permettent également à l'iwi, après le traité, d'être considérée comme une tribu importante, et donc d'être en position plus favorable pour négocier avec la Couronne. Néanmoins, la signature de l'accord de 1856 promet d'offrir, en échange de l'emplacement de la future ville de Havelock, suffisamment de terres pour pourvoir aux besoins de la tribu, ainsi que des écoles et des hôpitaux. Aucune de ces promesses n'est tenue.
La politique britannique est de parquer les membres de l'iwi sur des petites parcelles en visant à en faire des agriculteurs ; la Couronne interdit notamment les modes d'approvisionnement traditionnels en plaçant les îles historiquement pourvoyeuses sous statut de réserves naturelles intégrales inaccessibles.
Au début des années 2000, un plan stratégique de réappropriation de la culture de l'iwi est mis en place, fondé sur quatre piliers : Ngāti Kuiatanga (« notre identité »), Te Tangata (« notre peuple »), Te Taiao (« notre environnement ») et Te Putea (« nos actifs commerciaux »).

## Territoire
Le territoire revendiqué par l'iwi s'étend sur les régions de Marlborough, Nelson et Tasman, couvrant en particulier toute la zone des Marlborough Sounds.
Le traité signé le 23 octobre 2010 accorde huit sites à l'iwi, pour une surface totale de vingt-cinq hectares.
L'appropriation du territoire est fondée notamment sur un diction traditionnel :
| Texte maori            | Traduction française                           |
| ---------------------- | ---------------------------------------------- |
| Ko Tūtūmapou te maunga | Tūtūmapou est la montagne                      |
| Ko Te Hoiere te awa    | Te Hoiere est la rivière                       |
| Ko Te Hora te marae    | Te Hora est le marae                           |
| Ko Ngāti Kuia te iwi   | Les Ngāti Kuia sont les habitants de ces lieux |

## Population
Au recensement de 2013, l'iwi compte officiellement 1 794 personnes. En 2018, la population estime de l'iwi est de 2 745 personnes, nombre estimé à 3 978 en 2020. Environ quarante pour cent des personnes se réclamant de Ngāti Kuia vivent effectivement dans la région traditionnelle.
En 2018, le recensement effectué montre que soixante pour cent de la population sont constitués par les personnes entre 15 et 64 ans ; la totalité de la population de l'iwi a reçu une instruction au minimum de niveau primaire et 16 % maîtrisent la langue maorie ; ces proportions sont légèrement supérieures aux moyennes des autres iwis de Nouvelle-Zélande.

## Ressources et activités
35,9 % de la population de Ngāti Kuia est propriétaire, ce qui correspond à cinq pour cent de plus que la moyenne maorie. Au cours des années 2010, certains groupes commencent à se former en apiculture.